# France 3

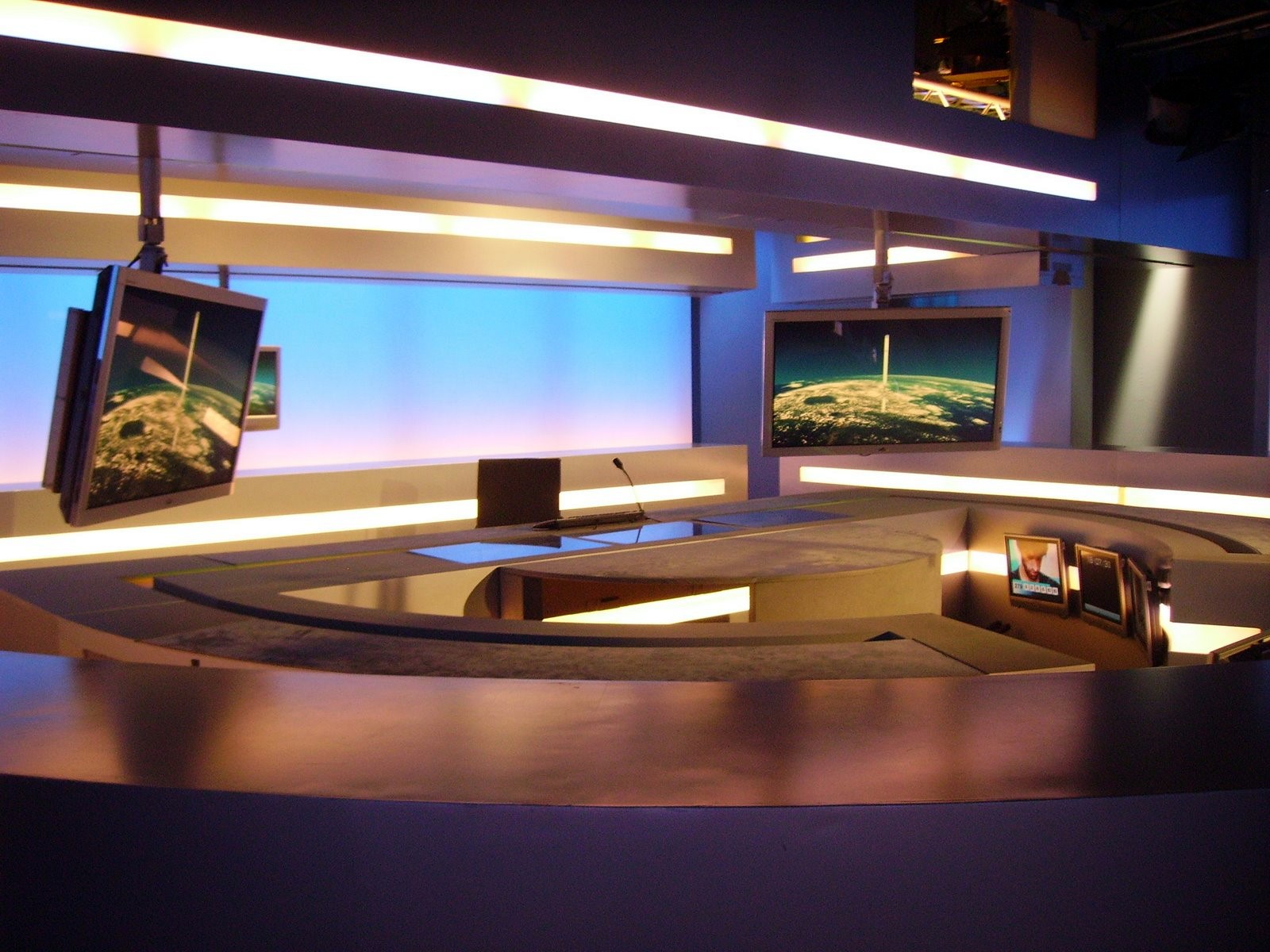
France3s nyhetsstudio.

France 3, La Troisième Chaîne, den näst största offentliga public service TV-kanalen i Frankrike, ingår i France Télévisions-gruppen, där France 2, France 4, France 5 och RFO ingår. Största TV-kanal totalt sett är dock kommersiella TF1 som av upphovsrättsliga skäl inte får distribueras i Sverige.
Kanalen startade sina sändningar den 31 december 1972 med namnet La Troisième Chaîne. Den är uppbyggd av regionala tv-stationer och tablån varierar ganska kraftigt över de olika sändningsområdena, det enda gemensamma är det nationella nyhetsprogrammet varje kväll som sänds från Paris som följs av regionala nyheter, vilket kan jämföras med ITV i Storbritannien. 
Fram till början av 1990-talet hette kanalen FR3 eller France Régions 3.
I Sverige distribueras France 2 via det nationella digitala kabelnätet Com hem. Det har även funnits önskemål om att distribuera TF1 i Sverige men beroende på upphovsrättsliga oklarheter har inga avtal om vidaresändningar kunnat träffas. Delar av de franska public service-kanalernas utbud visas även via den internationella kanalen TV5 som i Sverige kan ses via Com hem och satellit.